# Tanis
Tanis é uma comuna francesa na região administrativa da Normandia, no departamento Mancha. Estende-se por uma área de 7,44 km². Em 2010 a comuna tinha 302 habitantes (densidade: 40,6 hab./km²).